# Assi Youcef
Assi Youcef (communément appelée en kabyle, At Buɣardan ⴰⵜ ⴱⵓⵖⴰⵔⴷⴰⵏ « Ceux aux larges épaules »), est une commune de la wilaya de Tizi Ouzou, en Kabylie au pied de la montagne du Djurdjura, à environ 50 km au Sud-Ouest du chef-lieu de la Wilaya, et à 100 km d'Alger via l'autoroute est-ouest. Le Douar d’Amlouline (appellation coloniale officielle) a été rebaptisé par le colonel Mohand Oulhadj au nom du lieutenant de l'ALN, Si Youcef de son vrai nom Bouiri Boualem, né en 1927 à Bordj Menail, tombé au champ d'honneur dans la bataille d'Athali Mohdh le 04 mai 1960[source insuffisante]. La commune d’Assi Youcef a été créée par la loi n° 84-09 du 4 février 1984 relative à l'organisation territoriale du pays.

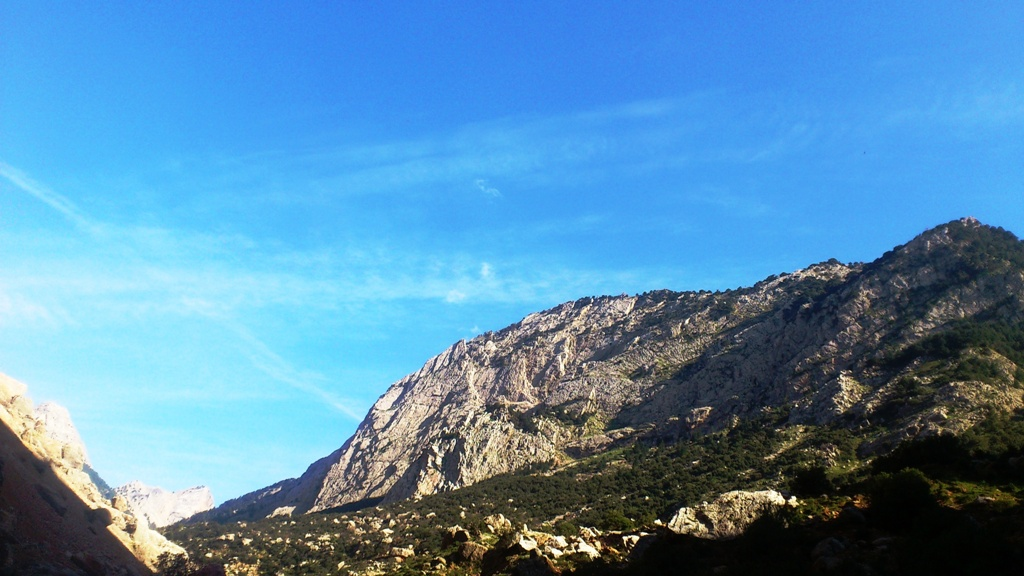
La montagne de Djurdjura au sud d At buɣardan

## Géographie

### Localisation
La commune d'Assi Youcef est située à environ 50 km au sud-ouest de la wilaya de Tizi Ouzou. Elle est délimitée au nord par la commune de Mechtras, à l'est par les communes Aït Bouaddou et Tizi N'tlatha, à l'ouest par la commune de Boghni et au sud par le massif du Djurdjura qu'elle partage avec une partie de la Wilaya de Bouira.
|                             | Mechtras                  | Tizi N'Tleta |
| Boghni                      | Assi Youcef               | Aït Bouaddou |
| Taghzout (wilaya de Bouira) | Haizer (wilaya de Bouira) |              |

### La nature
Avec une superficie de 26,28 km2, Assi Youcef est caractérisée par des reliefs variés, abritant une faune et une flore très riches. Cela explique l'integration d'une bonne partie de la commune dans le Parc national du Djurdjura (une biosphère reconnue par l'UNESCO depuis 1997). Au nord de la commune, on trouve des plaines assez vastes exploitées notamment dans la culture des fourrages et de l'oléiculture. Le reste représente des collines et des massifs avec un potentiel agricole et touristique non négligeable.

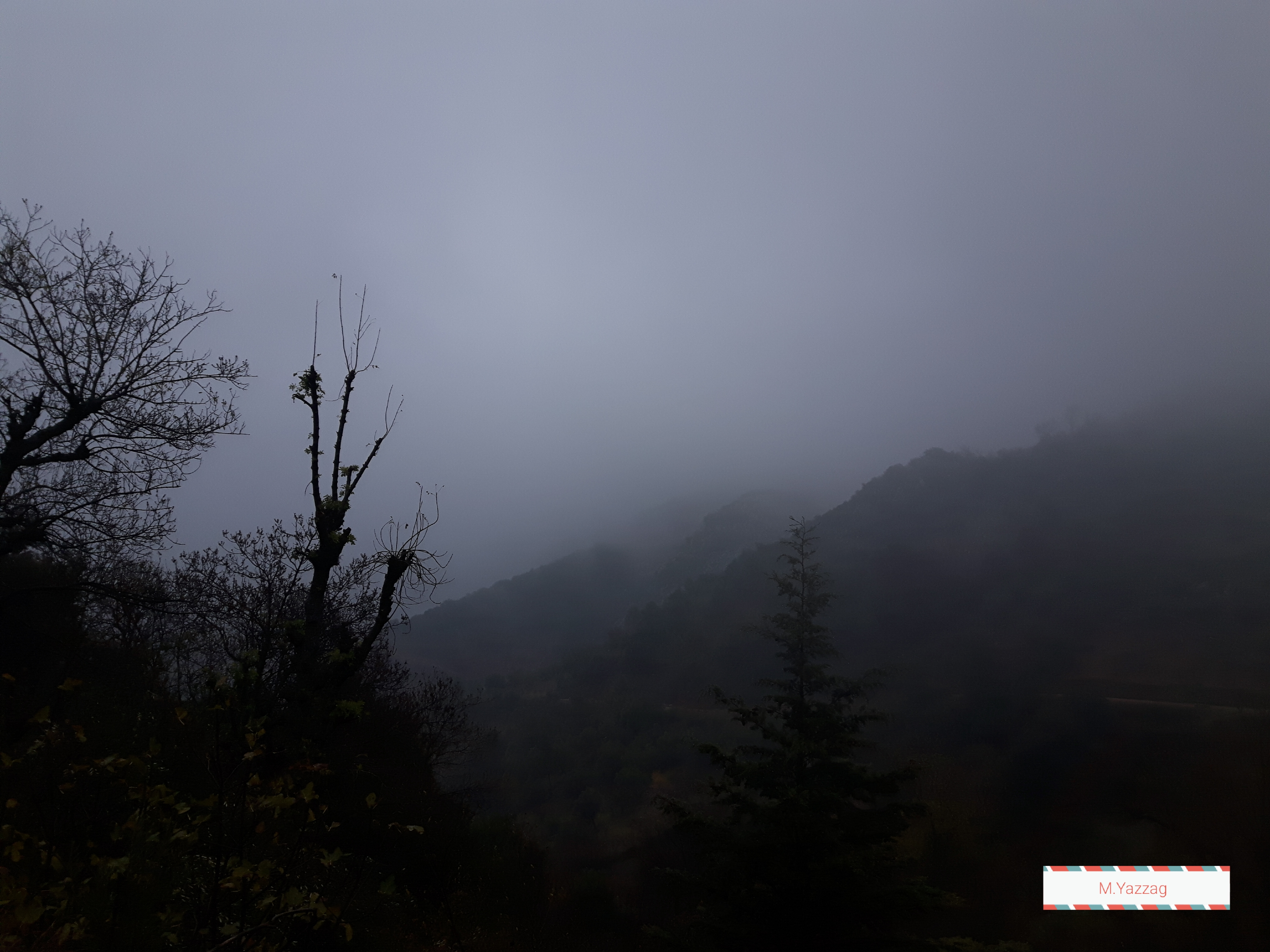
La nature en hiver à Assi Youcef

La commune regorge de ressources hydriques importantes, qui demeurent mal exploitées voire gaspillées. En effet, la source la plus importante, Thaburth Elanser (Porte de la source) dans le massif du Djurdjura, qui alimente la commune en eau potable est devenue insuffisante à cause du développement démographique d'un côté et du manque d’exploitation/mauvaise gestion de l’eau de l'autre côté. La commune est confrontée régulièrement au stresse hydrique durant la période août-octobre tandis que durant le reste de l’année des millions de mètres cubes d'eaux sont déversés dans la nature par le oued principal de la région, mais aussi via les robinets publics qui coulent à flots 24h/24h en dehors de la saison de sécheresse. Dans les plaines nord-est de la commune, notamment à Anouthen, l’eau jaillit de la terre durant une bonne partie de l’année. Les puits d’eau dans cette partie ont à peine 4 à 6 mètres de profondeur.

## Population

### Généralités
En 1866, si l'on se fie aux données recueillies par Hanoteau et publiées dans "Kabylie et coutumes Kabyles", 1457 personnes peuplaient la localité d'Assi Youcef.
Le dernier recensement général de la population et de l'habitat effectué par l'ONS en 2008 fixait cette population à 17 304 habitants.
Au lendemain de l’indépendance, la commune autrefois appelée le village d’Amlouline comptait environ 3 000 habitants, dont un nombre très minime était en mesure d’écrire son propre nom. La commune compte aujourd’hui environ 20 000 habitantsm selon les données de l'Office national des Statistiques (ONS). 
La population d’Assi Youcef était répartie en 2008 comme suit :
- 0-14 ans: 21%
- 15-64 ans: 71%
- 64 ans +: 8%

Le taux d’alphabétisation est en constante évolution. L’analphabétisme touche généralement la tranche d’âge de 64 ans et plus, en particulier les femmes, à cause du manque d’établissements scolaires autrefois et certains dogmes liberticides à l’égard des femmes à l’époque. Selon des sources communales citées par Algérie Presse Service, le taux de réussites scolaire en 2011 était près de 90% pour le cycle primaire, 75% pour le collège et 86,75% pour le bac.

### Villages de la commune
La commune d'Assi Youcef est composée principalement des villages suivants :
- Ath Vouchama
- Ath Voudouala (I'zzag)
- Ath El Hadj
- Ath El Kacem
- Ath Hagoun
- Ath Hidja
- Ath Houari
- Tiksraï
- Timessift

## Économie et infrastructure
Bien que la commune dispose d'un potentiel naturel et humain très important, elle continue de souffrir encore d'un déficit flagrant en matière de développement. Si le pouvoir central basé à Alger accorde peu d’importance au développement local, les contributions des élus qui se sont succédé à la tête de l'exécutif communal sont aussi très maigres.
La commune dispose d'une infrastructure modeste qui nécessite une modernisation et des investissements. Une route communale d'une longueur d'environ 5 km relie la collectivité à la route nationale 30. Aujourd'hui, un nombre important de routes agricoles sont réalisées par les citoyens, ouvrant ainsi la commune sur ses voisins, notamment d'Ath Bouaddou.
La connexion au réseau électrique est en général satisfaisante bien que certaines lignes souffrent de coupures surtout en été à cause des pics de consommation saisonnière.
La population locale a bénéficié en grande majorité du raccordement au gaz de ville ces dernières années.
En terme d'infrastructures scolaires, la commune dispose d'un lycée, trois collèges et cinq écoles primaires. Récemment une maison de jeunes et une bibliothèque communale ont été inaugurées.
L'activité économique est dominée par le commerce (informel dans sa majorité); des épiceries-supérettes, marché des fruits et légumes improvisé au centre dit "l'arrêt".
La surface agricole utile (SAU) est de 1 490 ha. La production agricole, bien qu'elle ne soit pas bien structurée représente une source de revenu importante pour les villageois. La plus importante branche est l'oléiculture. Cependant, il y a également une production significative de fruits de saison comme la figue, la cerise, la grenade... La production animale varie entre élevage bovin, ovin, caprin et avicole. Après une période de désintérêt, beaucoup de jeunes, parfois universitaires, sont tournés vers la terre en fondant des exploitations agricoles prometteuses.
Un dynamisme remarquable est également digne d'être signalé en matière de création d'entreprises. Plusieurs jeunes se sont lancés dans l’entreprenariat à l’aide entre autres des dispositifs tels que l’ANSEJ et la CNAC. On recense au 31 décembre 2010 environ 226 MPE, pour la plupart des petites fabriques artisanales et semi-industrielles comme les menuiseries d’aluminium et du bois. Les femmes occupent de plus en plus de place dans la vie économique de la région.

## Culture et société

### Religion
Pour longtemps l’islam était la religion exclusive pratiquée dans les villages d'Assi Youcef. Un islam traditionnel mélangé avec des croyances locales qui remontent à l’ère chrétienne et animiste.
Des pratiques antiques sont encore visibles de nos jours. Les villageois mettent une pièce de monnaie sur la bouche de leur défunt avant les funérailles. Cette tradition on la retrouve également dans la mythologie grecque sous l’appellation « obole » (unité monétaire dans la Grèce antique) qui servait à payer Charon (le gardien du fleuve) pour franchir le Styx aux ombres (un fleuve qui séparait le monde terrestre des enfers).
Dans les années 1980, les premiers étudiants de la région ont embrassé le communisme à l’université. Une bonne partie d’entre eux était influencée par le matérialisme et l’athéisme. Ils ont joué un rôle important dans les années 1990 dans la lutte contre l’extrémisme islamiste avec des débats de proximité au niveau des quartiers.
La région a connu des vagues d’évangélisation surtout durant les deux dernières décennies. Il n’y a pas de chiffre officiel du nombre de chrétiens dans la commune, mais la communauté chrétienne devienne de plus en plus visible. 

### Organisation politique
« L'organisation politique kabyle représente l'idéal de la démocratie, telle que l'ont rêvé nos utopistes », Ernest Renan (1823-1892), philosophe français. 
Comme dans toutes les autres contrées de la Kabylie, l’organisation sociale dans la région est structurée selon le système suivant :

#### Système traditionnel ancestral
Agraw Tadart (assemblée du village) et Agraw l’aarch (assemblée de la tribu) est un système politique traditionnel ancestral qui existe jusqu’à présent dans cette région. Les villageois majeurs élisent un « Tamen » autrefois un sage d’un certain âge et un « Ukil », assistant de Tamen et trésorier. Pour assurer le contrepouvoir, les deux élus qui sont compétent pour leur village, sont généralement issus de deux groupes qui ont, plus au moins, des intérêts divergents, ils (les élus) ne sont pas rémunérés et peuvent être déchus par l’assemblée du village à tout moment. Tous les villageois majeurs sont membres de l’assemblée du village de fait. Tamen convoque des réunions ordinaires (généralement hebdomadaires) et/ou extraordinaires (à l’approche d’un évènement important ou en cas d’urgence) avec un ordre de jour prédéfinit. Le financement de l’assemblée est assuré par les cotisations des membres, des dons et des amendes.
Agraw l’aarch (Tajmait laarch) est l’assemblée qui regroupe tous les villages de la commune. Elle est composée des Temman (pluriel de Tamen) des villages d’une même tribu et de Tamen bagraw l’aarch (Tamen Tejmaet l’aarch) (président de l’assemblée de la tribu).
Agraw Tadart et Agraw l’aarch sont deux institutions interdépendantes qui, avec leurs organes compétents, avaient, par le passé, des rôles législatifs, exécutifs et judiciaires. Elles votaient des lois et des règles (par tradition orale) à l’unanimité, ayant pour but la cohésion et la prospérité de la communauté. Les règles sont généralement flexibles et peuvent être, selon la convenance, modifiées ou changées. En cas d’infraction aux règles et selon la dangerosité du fait, le contrevenant est rappelé à l’ordre, verbalisé, puni par une amende, condamné à payer des dommages et intérêts... ou à l’exclusion définitive du village.
Malgré l'aspect culturel "attractif" de cette organisation politico-économico-sociale, le conservatisme, le patriarcat (les femmes n'ont toujours pas le droit de participer aux réunions) et le manque d'ouverture sur le monde et les nouvelles idées font de Tajmait une affaire de vieux. D'ailleurs, l'un des très rares rôles qui lui restent exclusifs est l'organisation des funérailles. 
La loi algérienne de 1989 relative aux associations a réduit ces assemblées séculaires à de simples comités de villages sans une réelle autorité morale. Les évènements brutaux de 2001 en Kabylie ont porté le coup de grâce à ce qui a pu résister aux temps et à l’acculturation.